# Jalalpur Jattan
Jalalpur Jattan es una localidad de Pakistán, en la provincia de Punyab.

## Demografía
Según estimación 2010 contaba con 92.514 habitantes.